# Kisurra
Kisurra (nay là Tell Abu Hatab, Al-Qādisiyyah, Iraq) là một thành phố của người Sumer cổ đại nằm trên bờ phía tây của sông Euphrates, 7 km (4,3 dặm) về phía bắc Shuruppak. Tên gọi của thành phố được mô tả là có nghĩa là "nơi quay tròn" và cũng là "ranh giới mương". Vị thần chính của Kisurra là Ninurta. Về sau trung tâm tôn giáo Lưỡng Hà chủ yếu của Ishara là nằm ở Kisurra, mặc dù vị nữ thần còn cho là đã được tôn thờ trên một khu vực rộng lớn giữa người Syria, Canaan và Hittite.

## Lịch sử
Kisurra được thành lập khoảng năm 2700 TCN trong thời kỳ Tiền Triều đại II của người Sumer. Cuối phía nam của con Kênh Isinnitum đã tham gia trở lại vào Euphrates ở Kisurra. Thành phố tồn tại như một trung tâm thương mại và vận chuyển qua Akkad và một phần của Đế quốc Babylon, cho đến khi các văn bản chữ hình nêm và khai quật khảo cổ cho thấy một sự suy tàn vào thời của Hammurabi (khoảng năm 1800 TCN).

### Vua xứ Kisurra
- Itur-Šamaš khoảng 2138 TCN đã cho xây dựng 'Cánh cổng Hadi-el', bức tường thành của Kisurra.[4]
- Manabaltiel khoảng 2123 TCN
- Năm 2113 TCN Thành phố Kisurra bị mất độc lập dưới quyền bá chủ của các vị vua của thành phố Ur
- Šarrasyurrm khoảng 2108 TCN
- Ubaya khoảng 2093 TCN
- Zikrum khoảng 2078 TCN
- Vào năm 2048 TCN Vua Bur-Sin xứ Ur đã phế bỏ vua xứ Kisurra
- Ibbi-Šamaš 2030-2013 TCN
- Vua Ur Nammu xứ Ur đã phế bỏ ngôi vị của vua Ibbi-Šamaš vào năm 2013 TCN [5]

## Khảo cổ học
Các nhà khảo cổ Đức, bắt đầu với Robert Koldewey vào năm 1902, đã tìm thấy nhiều bảng chữ hình nêm từ Tell Abu Hatab.